# 맨정신
〈맨정신〉(영어: SOBER)는 대한민국의 음악 그룹 빅뱅의 노래이다. 이 노래는 2015년 7월 1일, YG 엔터테인먼트를 통해 디지털 음원으로 발매되었다. MADE 시리즈의 D의 두 번째 노래이다.
지드래곤 삐딱하게의 앞부분을 채운 노래가
맨정신이다

## 가사
제발좀 잘난척 하지마

## 너 없인 잠들 수가 없어
```
...
```

## 배경
2015년 6월 27일, YG 엔터테인먼트는 작사, 작곡가가 포함된 "맨정신"의 첫 포스터를 공개하였다. 이 노래는 7월 1일 발매되었다. 발매를 앞두고 빅뱅의 멤버들은 6월 30일 네이버V앱을 통해 독점 생중계된 라이브 카운트다운 방송에 출연하였다.
지드래곤은 2년 전인 2013년 Mnet 아시안 뮤직 어워드에서 "삐딱하게 (Crooked)" 공연 중에 이 노래의 일부분을 선공개하기도 하였다.

## 차트 성적
"맨정신"은 발매 첫 주 276,180 디지털 카피를 판매해 가온 디지털 차트 2위를 차지하였다. 다운로드 차트 6위, BGM 차트 7위를 기록했다. 이후 2주차에는 118,392 디지털 카피를 판매해 디지털 차트 6위, 다운로드 차트 8위, 스트리밍 차트 5위를 기록하였다.
이 노래는 빌보드 월드 디지털 송 차트 3위를 기록했다.

## 평가
"맨정신"은 음악 평론가들로부터 긍정적인 평가를 받았고, 미국 "빌보드"는 “'맨정신'은 주로 일렉트로닉 힙합 사운드와 경쾌한 팝 비트 대신 지드래곤 2집 쿠데타 앨범의 삐딱하게를 연상시키는 퍼커션 연주와 믹스한 기타사운드를 더해 조금 더 록 스타일을 표현했다”라며 "맨정신"에 대해 평했다. 
한국의 매체 OSEN은 “여름 시즌에 맞는 완벽한 신나는 노래”라고 언급했다.

## 뮤직 비디오
이 뮤직 비디오는 한사민 감독이 연출하였고, 지드래곤은 "맨정신"의 뮤직 비디오에 대해 “꿈꾸는 듯한 몽환적인 영상이다. 지금 맨정신이 아니다”라며 뮤직 비디오 콘셉트를 설명했다. 2015년 6월 30일 공개된 뮤직 비디오에는 빅뱅의 멤버들은 360도 회전하는 무대 장치에서 반복적으로 돌며 맨정신이 아닌 상태를 표현하였고, 지폐를 하늘에 뿌리고, 침대에서 어린아이처럼 뛰어 놀고 어깨동무를 한 채 잔디밭을 유쾌하게 달리는 등 아무 제약이 없는 자유로운 영혼의 모습과 일탈을 상징하는 모습을 연기했다. 또한 대성은 드럼 연주를 선보하며, 수준급 연주 실력을 뽐내기도 했다.

## 차트
| 차트 (2015)                       | 최고 순위 |
| --------------------------------- | --------- |
| 재팬 핫 100 (빌보드)              | 24        |
| 대한민국 (가온 주간 싱글 차트)    | 2         |
| 대한민국 (가온 주간 모바일 차트)  | 6         |
| 대한민국 (가온 월간 싱글 차트)    | 4         |
| 대한민국 (가온 월간 모바일 차트)  | 12        |
| 미국 월드 디지털 송 차트 (빌보드) | 3         |

### 판매량
| 차트                      | 판매량  |
| ------------------------- | ------- |
| 대한민국 가온 디지털 차트 | 923,321 |

## 발매일
| 국가     | 날짜           | 포맷            | 레이블                   |
| -------- | -------------- | --------------- | ------------------------ |
| 대한민국 | 2015년 7월 1일 | 디지털 다운로드 | YG 엔터테인먼트, KT 뮤직 |
| 세계     | 2015년 7월 1일 | 디지털 다운로드 | YG 엔터테인먼트, KT 뮤직 |
| 일본     | 2015년 7월 8일 | 디지털 다운로드 | YG 엔터테인먼트, KT 뮤직 |